# Сборная Австрии по регби
Сборная Австрии по регби (нем. Österreichische Rugby-Union-Nationalmannschaft) представляет страну в международных соревнованиях по регби-15 высшего уровня. Команда никогда не принимала участие в финальной стадии чемпионата мира. Австрийцы играют в дивизионе 2C Кубка европейских наций.

## История
Первый матч сборной состоялся 1 января 1970 года. Тогда австрийцы сыграли со шведами и уступили со счётом 3:11. Первая зарегистрированная игра прошла 3 марта 1992 года, австрийцы встретились с командой Венгрии и также уступили (9:23). В том же году соперники сыграли снова, кроме того, австрийцы провели два матча со Словенией. Впоследствии австрийцы часто играли со словенцами, хорватами и украинцами.
Первую зарегистрированную победу сборная одержала только в 1996 году, одолев сборную Сербии и Черногории с некрупным счётом 3:0. Затем команда одержала ещё несколько побед, проигрывая в конце 1990-х лишь изредка. В новом тысячелетии круг привычных для австрийцев соперников расширился. В 2002 году команда не выиграла ни одного матча, однако в 2004-м одержала победы во всех играх. Таким образом австрийцы установили рекорд по длительности беспроигрышной серии. В 2005 году это достижение превзошли датчане. Нынешним обладателем рекорда по числу выигранных подряд матчей (18) является сборная Литвы.

## Результаты
По состоянию на 27 февраля 2013 года.
| Соперник             | Матчи | Победы | Поражения | Ничьи | Доля побед |
| -------------------- | ----- | ------ | --------- | ----- | ---------- |
| Андорра              | 2     | 0      | 2         | 0     | 0 %        |
| Болгария             | 4     | 2      | 2         | 0     | 50 %       |
| Босния и Герцеговина | 5     | 5      | 0         | 0     | 100 %      |
| Венгрия              | 12    | 5      | 7         | 0     | 42 %       |
| Германия             | 1     | 0      | 1         | 0     | 0 %        |
| Греция               | 1     | 1      | 0         | 0     | 100 %      |
| Дания                | 6     | 1      | 5         | 0     | 17 %       |
| Израиль              | 3     | 1      | 2         | 0     | 33 %       |
| Республика Кипр      | 1     | 0      | 1         | 0     | 0 %        |
| Латвия               | 2     | 0      | 2         | 0     | 0 %        |
| Литва                | 4     | 1      | 3         | 0     | 25 %       |
| Люксембург           | 4     | 2      | 2         | 0     | 50 %       |
| Мальта               | 1     | 0      | 1         | 0     | 0 %        |
| Молдова              | 2     | 1      | 1         | 0     | 50 %       |
| Монако               | 1     | 1      | 0         | 0     | 100 %      |
| Норвегия             | 7     | 2      | 4         | 1     | 29 %       |
| Сербия и Черногория  | 2     | 1      | 1         | 0     | 50 %       |
| Словения             | 12    | 3      | 9         | 0     | 25 %       |
| Украина              | 2     | 0      | 2         | 0     | 0 %        |
| Хорватия             | 4     | 0      | 4         | 0     | 0 %        |
| Швейцария            | 3     | 0      | 3         | 0     | 0 %        |
| Швеция               | 2     | 0      | 2         | 0     | 0 %        |
| Всего                | 81    | 26     | 54        | 1     | 32 %       |

## Тренеры
| Специалист   | Годы работы |
| ------------ | ----------- |
| Дидье Лува   | 2004—2007   |
| Гаэль Муйссе | 2007—н. в.  |